# بیدگروییه
بیدگروییه، روستایی از توابع بخش مرکزی شهرستان بردسیر در استان کرمان ایران است

## جمعیت
این روستا در دهستان گلزار قرار دارد و براساس سرشماری مرکز آمار ایران در سال ۱۳۸۵، جمعیت آن زیر سه خانوار بوده‌است.